# Roy Saari
Roy Allen Saari (* 25. Februar 1945 in Buffalo, New York; † 30. Dezember 2008 in Mammoth Lakes, Kalifornien) war ein US-amerikanischer Weltklasse-Schwimmer.

## Leben
Saari wuchs in El Segundo auf, wo sein Vater Schwimm- und Wasserballtrainer an der dortigen High School war. Zwischen 1959 und 1969 errang er insgesamt 33 Titel im Freistilschwimmen. 1963 gewann er Goldmedaillen über 400 und 1500 m Freistil bei den Panamerikanischen Spielen. Für die Olympischen Sommerspiele 1964 qualifizierte er sich gleich zweifach; neben dem Einzel- und Mannschaftsfreistilschwimmen qualifizierte er sich ebenso wie sein Bruder Robert mit der US-amerikanischen Wasserballnationalmannschaft. Aufgrund einer damaligen Regel durfte er nicht beiden Mannschaften angehören, er wählte daraufhin das Freistilschwimmen. Mit der Mannschaft gewann er Gold in der 4-mal-200-Meter-Staffel und eine Silbermedaille im 400 m Einzel.
Saari studierte nach dem Ende seiner Sportkarriere Rechtswissenschaften an der Loyola Marymount University. Danach arbeitete er zunächst als Rechtsanwalt in Orange County, bevor er nach Mammoth Lakes zog, wo er als Grundstücksmakler arbeitete.
1976 wurde er in die International Swimming Hall of Fame aufgenommen.